# 中合会津店
中合会津店（なかごうあいづてん）は、福島県会津若松市にあった日本の百貨店である。
1963年（昭和38年）に「若松デパート」として開店し、2010年（平成22年）に閉店するまで47年間にわたり会津若松市民に親しまれた百貨店であった。
ここでは、2013年（平成25年）10月25日から2020年（令和2年）7月31日まで営業していた関連施設「中合サテライトショップ会津」についても述べる。

## 概要

### 若松デパート
1963年（昭和38年）7月に地元財界が共同出資して地下1階・地上4階建ての店舗を建設し、若松デパートとして会津若松市で百貨店を開業したのが始まりである。開業に当たっては松坂屋上野店が営業支援を行い、開業前には松坂屋上野店の協力で幹部・従業員らの全面的な研修を実施した。
会津で初めて設置されたエスカレーターが人気を呼び、会津若松市の中心商店街「神明通り」を代表する商業施設となった。
開業後間もなく営業不振に陥り、1964年（昭和39年）1月21日に女性社員24名が商店へ出向し、1965年（昭和40年）3月21日には松坂屋本体が若松デパートの経営管理を行う事態に陥った。

### 会津中合
1968年（昭和43年）に、松坂屋に代わって福島市の百貨店・中合と提携し、若松デパートから会津中合へ商号変更。1971年（昭和46年）4月に増床。
1992年（平成4年）2月期に売上高49.3億円を上げるなど会津地方唯一の百貨店として、また、会津地方の中心的な商業施設として、ライオン堂若松店（後のリオン・ドール神明通り店）、長崎屋会津若松店、会津サティとともに一翼を担った。

### 中合会津店
1993年（平成5年）には中合と合併して中合会津店となり、ダイエーグループの一員として営業していた。
しかし、福島県内の百貨店売上の総額が1994年（平成6年）の約864億円から15年連続で前年割れが続いて2008年（平成20年）に約410億円と半分以下に落ち込むような状況の中で、中合会津店も他の百貨店と同様に郊外に進出した大型店との競合やリーマン・ショック前後からの消費不況などの影響を受けて売上は3年連続で10%以上減少して2009年（平成21年）2月期には25.4億円とピークだった1992年（平成4年）の約半分に落ち込んでしまった。
大幅な売上減少にもかかわらず赤字には陥っていなかったが、そうした売上の減少や売上の基礎となる来店客数の減少傾向を考慮すると、開店時の地下1階・地上4階建てから地下1階・地上8階建てに増築した建物は老朽化して維持費が嵩む上、耐震基準を満たすためには建て替えが必要となっていたが、その投資回収の目処が立たないとして、年度末の2010年（平成22年）2月28日に閉店となり、若松デパート時代から数えて47年の歴史に幕を閉じた。

### 閉店への対応
2009年（平成21年）5月22日の会津若松市役所で開かれた記者会見で中合閉店が発表されたのを受けて、会津若松市長を会長にして地元政財界などで「中合会津店対策協議会」を立上げて対応を協議し、閉店した翌月の3月末には会津若松市と国の2009年（平成21年）度の補助金計1.45億円を活用した街なかテナントミックス事業が街開きのセレモニーを行った。
この街なかテナントミックス事業は、2009年（平成21年）7月23日に開かれた会津若松市の7月臨時市議会で、総額12億円の補正予算案の一部として可決されたもので、中合会津店と会津サティ(同年6月末閉店)に入っていた約40店に中心市街地での営業継続を促し、既存店17店もシャッターからガラス張りへの改装すると同時に空き店舗を改修して中合会津店のテナント13店を含む16店の新店舗を招致して商店街全体をデパート化することで郊外への店舗と顧客の流失阻止を目指した事業である。
また、中合が跡地を売却する方針だったため、会津若松市の第三セクターまちづくり会津が2010年（平成22年）9月末の入札で買収価格1円という条件で応札して交渉に入り、「市中心市街地活性化基本計画」の一環に位置付けられて国や会津若松市が事業費の3分の2を負担して市の公共施設も入居することを条件に会津若松商工会議所も移転して入居する2階建ての複合施設建設構想が進められた。
しかし、この構想は株式の半分を持つ会津若松市幹部が入札参加の連絡を受けたのは当日朝で入札後の10月上旬に開かれた臨時取締役会で詳細を知った取締役がいるなど、会津若松商工会議所副会頭で民間出身のまちづくり会津社長主導で十分な議論や説明がなかったことが問題視されたほか、地元の神明通り商店街が「集客が期待できない」と反対したため2011年（平成23年）3月に頓挫してしまった。
「定住者を増やす」ことで街の賑わいを取り戻すことが必要だとして、地元商店主らが商業施設とマンションを組み合わせた施設の建設を構想しているほか、民間企業数社が跡地利用に関心を示していると言われているが、実現には至っていない。

### 中合会津店閉店後
その後、同年3月より、同市中町3丁目に所在するレジャー施設『会津ロイヤルプラザ』1階に「中合福島店 会津営業所」が入居し、さらに2013年（平成25年）10月25日から2020年（令和2年）7月31日まで同プラザ2階にて「中合サテライトショップ会津」が営業していた（なお、会津ロイヤルプラザについては老朽化のため2024年2月7日に閉館し取り壊されることになった）。
一方、閉店後の中合会津店の建物はそのまま放置されていたが、2012年（平成24年）12月～2013年（平成25年）8月にかけて建物の解体工事が行われ、現在はフレンドパーク会津若松神明通り（コインパーキング）となっている。

## 歴史
- 1961年（昭和36年）8月10日 - 株式会社若松デパート創立。
- 1962年（昭和37年）4月3日 - 164名の社員で入社式挙行[1]。
- 1963年（昭和38年）7月4日 - 若松デパート開業。従業員は207名[1]。
- 1965年（昭和40年）3月21日 - 営業不振に伴い、松坂屋が経営管理を行う[1]。
- 1968年（昭和43年）9月9日 - 株式会社中合との提携により、株式会社会津中合へ商号変更[1]。
- 1968年（昭和43年）9月15日 - 若松デパートから会津中合として店名変更・開店[1]。
- 1968年（昭和43年）12月 - 中合友の会発足[1]。
- 1971年（昭和46年）4月13日 - 地下1階・地上7階、塔屋2階の建物へ増築・増床開店[1]。同時期には神明通りに長崎屋が進出し、大善デパートも増築を行った。
- 1976年（昭和51年）5月 - 店舗裏側に別館竣工[17]。
- 1982年（昭和57年）6月1日 - 株式会社中合を介してダイエーと業務提携[17]。
- 1993年（平成5年）9月1日 - 株式会社中合と対等合併[17]。中合会津店となる。
- 2010年（平成22年）2月28日 - 閉店。